# 가묘

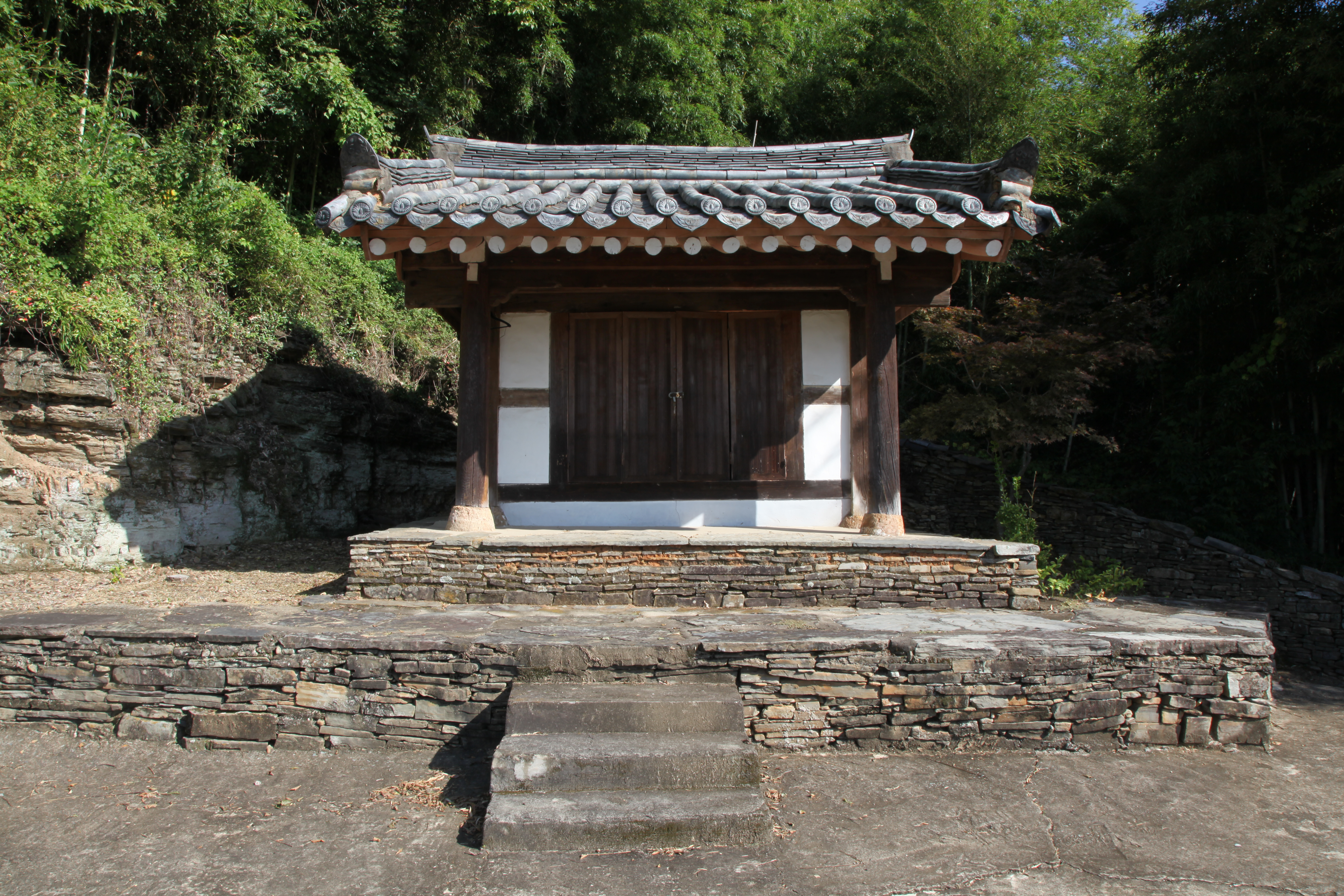
경남 고성 학림리 최씨종가 중 가묘 정면

가묘(家廟)는 조선시대의 사대부들이 고조(高祖) 이하의 조상의 위패(位牌)를 모셔놓고 제사를 지내던 집안의 사당(祠堂)이다.
제주는 장자(長子)만이 할 수 있고, 차자(次子) 이하는 할 수 없다. 이것은 인격의 불평등을 전제하는 것이 아니라  가족 단위의 공동체 내부에서 예를 세움으로써 제가(齊家)의 질서를 유지하려는 뜻이다. 따라서 인간의 길흉시, 즉 관·혼·상·제 의식이 가묘를 중심으로 행하여진다.
사당의 위치는 정침 동편에 3간으로 짓는다. 앞에 문을 내고 문밖에 3층 계단을 동서로 만든다.  안에 4감(四龕)을 설치하여 선대의 신주를 봉안하되 북편에서 남향하고 서편으로부터 제1감이 고조고비, 제3감이 조고비, 제4감이 고비의 자리가 된다. 감 밖에 포장을 드리우며 각 자리마다 제상을 놓고 최존위 앞에 향탁(香卓)을 놓는다. 향로는 서쪽, 향합(香盒)은 동편이다. 주위를 담장으로 가리고 정면에 대문을 만든다.